# Сквозь топку
Испытание огнём (англ. The Scorch Trials) — вторая книга серии «Бегущий По Лабиринту» в жанре молодёжной антиутопии. Роман был издан в 2010 году издательством Delacorte Press. В России книга была издана в 2014 году, хотя ранее любительский перевод книги был выложен в Интернете под названием «Сквозь топку».
По первой и второй книге серии «Бегущий По Лабиринту» компанией Fox сняты 
одноименные фильмы.

## Сюжет
Лабиринт пройден, но Томасу, Ньюту, Минхо и прочим глэйдерам не приходится расслабляться.
Таинственное руководство ПОРОКа, секретной организации, устроившей гонки на выживание, назначает ребятам новые, смертельно опасные испытания. На сей раз их ждет переход по раскаленной пустыне и встреча с жертвами неизлечимой болезни, которые отличаются буйным нравом и непредсказуемым поведением.
И словно этого недостаточно, глэйдеры оказываются в сетях предательства. Кому верить, если лучший друг ни с того ни с сего начинает тебя ненавидеть?

## Основные персонажи
- Томас — главный герой книги. Один из наиболее значимых фигур в игре ПОРОКа. Татуировка на затылке: Объект A2 — «Быть убитым группой B».
- Тереза Агнес — единственная девушка в группе «А». Подруга Томаса, способна общаться с Томасом и Эрисом телепатическим путём. Большую часть романа она проводит с группой «B». Татуировка на затылке: Объект A1 — «Предатель».
- Минхо — куратор Бегунов. В «Испытании огнём» становится лидером для всех глэйдеров. Татуировка на затылке: Объект A7 — «Лидер».
- Ньют — близкий друг Томаса, бывший Бегун. Татуировка на затылке: Объект A5 — «Клей».
- Фрайпан — мальчик, который сбежал из лабиринта. Он был поваром для всех глэйдеров.
- Бренда — шиз, присоединилась к глэйдерам во время перехода Жаровни. С первого взгляда влюбляется в Томаса.
- Хорхе — лидер шизов, присоединился к глэйдерам во время перехода Жаровни.
- Эрис Джонс — единственный юноша в группе «B», способен общаться с Терезой и Томасом телепатическим путём. Большую часть романа он проводит с группой «А». Татуировка на затылке: Объект B1 — «Партнер».
- Гарриет — лидер девушек из группы «B».
- Соня — девушка из группы «B». В «Код Лихорадки» выясняется, что она сестра Ньюта.
- Дженсон — заместитель директора ПОРОКа.
- Ава Пейдж — канцлер WICKED, ответственная за отправку парней и девушек в Лабиринт для изучения методов лечения Вспышки.

## Другие книги в серии
- Бегущий По Лабиринту (2009 год)
- Лекарство От Смерти (2011 год)
- Ордер На Убийство (приквел) (2012 год)
- Код Лихорадки (приквел) (2016 год)